# Gle Janga
Gle Janga är en kulle i Indonesien.   Den ligger i provinsen Aceh, i den västra delen av landet, 1 800 km nordväst om huvudstaden Jakarta. Toppen på Gle Janga är 128 meter över havet.
Terrängen runt Gle Janga är kuperad åt nordost, men åt sydväst är den platt. Terrängen runt Gle Janga sluttar västerut. Runt Gle Janga är det tätbefolkat, med 257 invånare per kvadratkilometer. Närmaste större samhälle är Banda Aceh, 12,4 km väster om Gle Janga. Omgivningarna runt Gle Janga är en mosaik av jordbruksmark och naturlig växtlighet.